# 스타 탄생!
《스타 탄생!》(スター誕生!)은 1971년 10월 3일부터 1983년 9월 25일까지 방송된 닛폰 TV의 시청자 참여형 가수 오디션 프로그램이다. 619회 방송되었으며 줄여서 '스타탄'(スタ誕)이라고 불리기도 한다.

## 주요 합격자
- 야마구치 모모에
- 모리 마사코
- 사쿠라다 준코
- 이와사키 히로미
- 핑크레이디
- 코이즈미 쿄코
- 나카모리 아키나
- 오카다 유키코

## 같이 보기
- 아쿠 유